# Royaume boulala du Fitri
Le royaume boulala du Fitri est un ancien État localisé dans l'État actuel du Tchad. Il n'existe plus aujourd'hui en tant qu'entité politique indépendante, mais seulement comme chefferie traditionnelle en relation avec les autorités administratives tchadiennes modernes.

## Organisation politique et administrative

### Le Ngaré
Le roi du Fitri porte le titre de Le Ngaré ou encore de sultan.